# Kölner Haie
Los Kölner Haie (en español: Los tiburones de Colonia) es un club alemán de hockey sobre hielo con sede en Colonia, Alemania, que juega en la liga profesional Deutsche Eishockey Liga (DEL). El equipo fue uno de los miembros fundadores de la DEL. El club existe desde 1972.
Los Kölner Haie juegan sus partidos de la DEL y de la Copa de Alemania (DEB-Pokal) en el Lanxess Arena, inaugurado en 1998, situado en el distrito de Deutz. Con capacidad para 18.500 espectadores, el Lanxess Arena es una de las arenas multifuncionales más grandes de Europa. 
De media, más de 14.000 personas asistieron a un partido en casa del KEC en la temporada 2022/2023, cifra solo superada en Europa por el club suizo SC Bern. En la temporada 2023/2024, una media de 16.993 espectadores asistieron a los partidos en casa. Esto nunca se había visto antes de esta forma en Europa, lo que significa que Colonia estableció un récord europeo.
Existe una fuerte rivalidad local entre los Kölner Haie y el Düsseldorfer EG, del vecino Düsseldorf. Los partidos entre estos dos equipos suelen agotar las entradas.
Desde que el equipo de hockey sobre hielo se separó del Kölner EK en 1972, la mascota del club es un gran tiburón blanco. El tiburón, cuyo aspecto en el logotipo ha cambiado varias veces a lo largo de los años, no solo da nombre al KEC, sino que también es una parte importante del marketing del equipo.
Los Kölner Haie fueron campeones de la Liga Alemana de Hockey sobre Hielo en 1977, 1979, 1984, 1986, 1987, 1988, 1995 y 2002.